# Лабрадор (регион)
Лабрадор или Обала Лабрадора је регија у Канади. Заједно с острвом Њуфаундленд, од кога је одвојен мореузом Бел Ил, чини провинцију Њуфаундленд и Лабрадор. Регион је део много већег полуострва Лабрадор.
Лабрадор има 26.364 становника (по подацима из 2006), од чега је 30 посто домородаца Инуита, Инуа и Метиса. Површина му је 294.330 km², отприлике величине Италије. Бивши главни град је Бетл Харбор.
Име „Лабрадор“ је једно од најстаријих имена европског порекла у Канади, старо колико и „Њуфаундленд“. Назван је по португалском истраживачу Жоао Фернадешу Лаврадору, који га је, заједно с Педром де Барселосом, први открио 1492.
Већина недомородачких насељеника живела је у рибарским селима, мисијама и станицама за трговину крзном; модерна насеља настала су око рудника гвоздене руде, хидроелектрана и војних постројења. До модерних времена, тежак морски транспорт и недостатак транспортне инфраструктуре на полуострву, отежавали су насељавање. Око 1760, моравски мисионари су почели да се насељавају, градећи мисије и тргујући крзном с Компанијом Хадсоновог залива, која је била доминантна сила на полуострву до 1870. Постојали су захтеви да се Лабрадорско полуострво припоји Квебеку, али је његов статус решен судском пресудом из 1927.
Џон Џејмс Одубон назвао је Лабрадор „напространијом и најсуморнијом дивљином коју сам икада видео“.